# Política de Honduras
Honduras es una república regida por una Constitución por primera vez el 11 de diciembre de 1825, ésta establece los "tres poderes" del Estado, sin relación de subordinación entre ellos. Los tres poderes del Estado de Honduras son: 
El Poder Legislativo: Lo ejerce el Congreso Nacional mediante 128 diputados que son elegidos mediante el
Sufragio. Se reúnen en sesiones ordinarias en la capital de la república desde el 25 de enero. Dentro de sus atribuciones están: Crear, decretar, interpretar, reformar y derogar leyes existentes.
El Poder Judicial: Tiene la potestad de impartir justicia en los pueblos de forma gratuita en nombre del Estado por magistrado y jueces. Está integrado por la Corte Suprema de Justicia, las Cortes de Apelaciones y los juzgados por la ley. 
El Poder Ejecutivo: Lo ejerce el presidente de la República, en representación para beneficio de la población. 
El presidente de la República y tres designados presidenciales serán electos en una forma organizada y directa por el pueblo de Honduras.

## Estructura

### Poder Ejecutivo
El presidente de la república es tanto el jefe de Estado como la cabeza del gobierno y es electo por voto popular por un periodo de cuatro años.

### Poder Legislativo
El Congreso Nacional de Honduras consta de 128 diputados, electos por un periodo de cuatro años; con posibilidad de reelección continua, por representación proporcional; el número de diputados que a cada partido se le permite colocar en el Congreso es proporcional a la cantidad de votos que cada partido recibe.

### Poder Judicial
La judicatura incluye una (Suprema Corte) de Justicia: la Suprema corte de Honduras, una corte de apelación, y varias cortes de auténtica jurisdicción: como laborales de impuestos, y cortes criminales. Los jueces de la Corte Suprema de Justicia, son elegidos por un periodo de 7 años por el Congreso Nacional.

## Estado laico
En el artículo 10 de la constitución de 1880 se establece que:
Los Ministros de las diversas sociedades religiosas no podrán ejercer cargos públicos.
Separando de esta forma la religión de estado.

### Educación laica
En el artículo 24 de la constitución de 1880 se establece que:
El Estado tiene el primordial deber de fomentar y proteger la instrucción pública en sus diversos ramos: la instrucción primaria es obligatoria laica y gratuita. Será también laica la instrucción media u superior. Ningún Ministro de una sociedad religiosa podrá dirigir establecimientos de enseñanza sostenidos por el Estado.

### Separación de la iglesia y del estado y Prohibición de subvenciones a instituciones religiosas
En el artículo 53 de la constitución de 1924 se establece que:
La iglesia está separada del Estado, el cual no podrá dar subvenciones, en caso alguno, para ningún culto.
En el artículo 57 de la constitución de 1936 se establece que:
Se prohíbe dar subvenciones para cultos o enseñanza religiosa.
En el artículo 57 de la constitución de 1936 se establece que:
La iglesia está separada del estado.
Y en el artículo 63 se establece que:
Son prohibidas las vinculaciones (del estado) y toda institución en favor de establecimientos religiosos.
Artículo 71.- Los Ministros de las diversas religiones no podrán ejercer cargos públicos.

### Prohibición de proselitismo político a los ministros religiosos
En el artículo 87 de la constitución de 1965 se establece que:
Los Ministros de las diversas religiones no podrán ejercer cargos públicos ni hacer en ninguna forma propaganda política, invocando motivos de religión o valiéndose, como medio para tal fin, de las creencias religiosas del pueblo.
En el artículo 77 de la constitución de 1982 se establece que
Los ministros de las diversas religiones, no podrán ejercer cargos públicos ni hacer en ninguna forma propaganda política, invocando motivos de religión o valiéndose, como medio para tal fin, de las creencias religiosas del pueblo.

## División administrativa
Por propósitos administrativos Honduras está dividido en 18 departamentos, con oficiales municipales y departamentales electos por un término de cuatro años.

## Partidos políticos
Honduras consta actualmente de nueve partidos políticos registrados ante el Consejo Nacional Electoral (CNE), de los cuales los dos más antiguos predominaban fuertemente convirtiendo al país en un sistema esencialmente bipartidista, sobre todo al momento de la elección presidencial, hasta la irrupción del Partido Libertad y Refundación
| Logo/ Siglas | Nombre                                                      | Fundación | Ideología              | Posición política | Estado Actual |
| ------------ | ----------------------------------------------------------- | --- | ---------------------- | ----------------- | ------------- |
| PLH          | Partido Liberal de Honduras                                 | 1891 por Policarpo Bonilla | Conservadurismo        | Centro            | Activo        |
| PNH          | Partido Nacional de Honduras                                | 1902 por Manuel Bonilla | Conservadurismo        | Derecha           | Activo        |
| DC           | Partido Demócrata Cristiano de Honduras                     | 1968 por Hernán Corrales Padilla | Democracia cristiana   | Centrismo         | Activo        |
| PINU         | Partido Innovación y Unidad                                 | 1970 por Miguel Andonie Fernández | Democracia social      | Centro izquierda  | Activo        |
| UD           | Unificación Democrática                                     | 1992 por una coalición de varios partidos Ver partidos: - Partido para la Transformación de Honduras. - Partido Revolucionario Hondureño. - Partido Morazanista de Liberación Nacional. - Partido Renovación Democrática (antiguo Partido Comunista de Honduras). | Socialismo             | Izquierda         | Inactivo      |
| LIBRE        | Partido Libertad y Refundación                              | 2011 por José Manuel Zelaya Rosales y el movimiento (FNRP) | Socialismo democrático | Izquierda         | Activo        |
| PAC          | Partido Anticorrupción                                      | 2011 por Salvador Nasralla | Anticorrupción         | Centro            | Inactivo      |
| APH          | Alianza Patriótica Hondureña                                | 2011 por Romeo Vásquez Velásquez | Conservadurismo        | Derecha           | Inactivo      |
| FAPER        | Frente Amplio                                               | 2012 por Andrés Pavón | Socialismo             | Izquierda         | Inactivo      |
| VAMOS        | Vá Movimiento Solidario                                     | 2016 por Augusto Cruz Asensio | Socialismo cristiano   | Centrismo         | Inactivo      |
| PSH          | Partido Salvador de Honduras                                | 2019 por Salvador Nasralla | Partido Escoba         | Centrismo         | Inactivo      |
| T.S.H.       | Todos Somos Honduras                                        | 2020 por Enrique Medina Yllescas | Liberalismo            | Centrismo         | Inactivo      |
| PNRH         | Partido Nueva Ruta de Honduras                              | 2019 por Esdras Amado López | Humanismo cristiano    | Centrismo         | Inactivo      |
| LIDERH       | Partido Liberación Democrática de Honduras                  | 2020 por Lempira Cuauhtémoc Viana | Liberalismo            | Derecha           | Inactivo      |
| PANAH        | Partido Naranja de Honduras                                 | 2019 por Raúl Peña | Economía naranja       | Centrismo         | Inactivo      |
| ORDEN        | Partido Organización de la Reserva Democrática de la Nación | 2024 por Víctor Chinchilla | Militarismo?           | Centrismo         | Inactivo      |

## Historia
Desde 1920 Honduras ha tenido un sistema esencialmente bipartidista, con una política electoral por el Partido Liberal y el Partido Nacional. La década de los ochenta fue un periodo relativamente tranquilo, comparado con otros países de Centroamérica que fueron sacudidos por las guerrillas izquierdistas, a pesar de los esfuerzos de la izquierda. El gobierno de Honduras proveyó bases para los ejércitos contrarrevolucionarios respaldados por los Estados Unidos de América que operaban en la república de Nicaragua.
Entre 1981 y 1984, hubo muchas desapariciones forzadas llevadas a cabo por los militares, tal como fue probado antes de la Corte Interamericana de los Derechos Humanos y en el reporte del Comisionado Nacional para la Protección de los Derechos Humanos entre en Honduras. En 1984, las Fuerzas Armadas comandadas por el general Gustavo Álvarez Martínez fueron depuestas durante demostraciones en contra de los Estados Unidos hechas en la capital, Tegucigalpa; M.D.C.; esto marcó un decrecimiento de la actividad contrarrevolucionaria, y el gobierno continuó para asistir las actividades anti-sandinistas de los Estados Unidos en retorno de ayuda económica.

### Primera constitución de Honduras
El congreso constituyente instaurado en 1824 decretó en 1825 la primera demarcación territorial y el 11 de diciembre de 1825 la primera constitución del país, donde Honduras eliminó la esclavitud varias décadas antes que Estados Unidos de América y Rusia.

### Igualdad de género
En 1955 se le otorga el derecho a la mujer a poseer la categoría de ciudadana y por tanto tiene acceso y derecho a  a votar y a ser electa en el Congreso Nacional.

### Crisis política del 2009
El presidente José Manuel Zelaya Rosales, electo para gobernar del 2006 al 2010, inició una controversia en Honduras con la afiliación del país a la Alianza Bolivariana para las Américas ALBA, debido a la fuerte oposición de la oligarquía y la empresa privada hondureña por el temor al respaldo popular que ésta estaba teniendo. Además de que Honduras ya tenía tratados de libre comercio con Estados Unidos y otros países que integran el CAFTA-RD.

Luego hubo más controversia cuando Zelaya se rehusó a presentar el presupuesto del Gobierno para la aprobación del Congreso. 
En mayo y abril del 2009, Zelaya dejó en claro sus intenciones de realizar una encuesta no vinculante para saber si la gente querría que se colocará una cuarta urna sobre la convocación de una asamblea nacional constituyente que reescriba la constitución de Honduras.
La Corte Suprema de Honduras mantuvo una orden judicial contra la encuesta del 28 de junio, y el 26 de junio; mientras Zelaya desobedeció dicha orden, esta emitió una orden en secreto para dar un golpe de Estado político-militar. 
El 28 de junio, soldados hondureños allanaron la residencia presidencial y arrestaron a Zelaya, y fue sacado del país, violando el derecho fundamental de todo ciudadano estipulado en la Constitución, deteniendo la encuesta. Lo pusieron en una aeronave militar, la cual lo transportó a Costa Rica.
Subsecuentemente, el 28 de junio, el Congreso Nacional de Honduras, en una sesión extraordinaria, votó para remover a Zelaya de su cargo y colocar a su sucesor constitucional, el presidente del Congreso Nacional, quien era entonces Roberto Micheletti, y que estuvo en ese cargo hasta el 27 de enero de 2010, fecha en que le correspondería a Zelaya entregar el poder.
La mayor parte de la Comunidad Internacional calificó el acto como un golpe de Estado y al mandatario Micheletti como un presidente de facto.

## Corrupción
Si bien la función de la política es dirigir el futuro del país, se han infiltrado en los grupos políticos muchos ladrones, criminales e incluso narcotraficantes dirigentes de bandas de criminales y sicarios, que utilizan los recursos recolectados en impuestos para robar y atacar a la misma población.[cita requerida]
Uno de los casos más recientes fue el del Alcalde de Yoro, Arnaldo Urbina Soto, capturado en 2014, acusado de liderar una banda de narcotráfico y sicariato que habría asesinado a más de 137 personas y abusado sexualmente de una gran cantidad de mujeres quienes se negaron a entregarles sus bienes; Casas, ganado, etc.